# Durham Point
Il Durham Point è un piccolo sperone roccioso antartico, che si estende in direzione nord dal Monte Durham, all'estremità nordovest delle Tapley Mountains, catena montuosa che fa parte dei Monti della Regina Maud, in Antartide. 
Lo sperone fu visitato nel dicembre 1934 dal gruppo geologico guidato da Quin Blackburn, che faceva parte della seconda spedizione antartica (1933-35) dell'esploratore polare statunitense Byrd. 
La denominazione fu assegnata congiuntamente a quella del Monte Durham. Il nome deriva da quello della città di Durham, nello stato americano del New Hampshire, dove risiedeva Stuart Douglas Lansing Pain (1910-1961), un membro della spedizione.